# Akcenzi
Akcenzi (latinsko accensi, ed. accensvs) so bili lahka pehota v vojski zgodnje Rimske republike. Bili so najrevnejši vojaki v legiji, ki si niso mogli privoščiti veliko vojaške opreme. Oklepov in ščitov niso nosili. Njihov običajen položaj je bil v tretji bojni črti standardne bojne formacije. Bojevali so se v ohlapni formaciji in podpirali težje oborožene vojake. Med drugo punsko vojno so jih ukinili.

## Zgodovina in razvoj
Zdi se, da so nastali iz petega razreda vojske etruščanskih kraljev med reformami Marka Furija Kamila. Peti razred so sestavljali nejrevnejši vojaki, oboroženi s pračami in morda majhnimi ščiti. Delovali so kot spopadniki in nadlegovali nasprotnika. 
Rimljani so med samnitskimi vojnami in po katastrofalnem porazu z Galci v bitki pri Aliji spoznali, da so na hribovitem terenu srednje Italije manjše in bolj mobilne vojaške enote mnogo bolj učinkovite kot njihova velika in toga falanga.

### Kamilski sistem
V kamilskem sistemu v 4. in 3. stoletju pr. n. št. so bili vojaki razvrščeni v razrede glede na njihovo premoženjsko stanje. Akcenzi so bili najrevnejši. Oboroženi so bili s pračami, s katerimi so s kamni obstreljevali nasprotnika. Bojevali so se kot spopadniki. Nosili so samo tunike in včasih majhne okrogle ščite.
V kamilskih legijah je bilo 900 akcenzov, razporejenih v 15 maniplov po 60 mož. Vključeni so bili v 15 večjih enot (ordines), v katerih so bili tudi manipli triarijev in rorarijev. Akcenzi so stali v zadnji vrstici legije. V prvi vrsti so bili hastati, v drugi princepsi, v tretji triariji in v četrti rorariji. V odprti bitki so bili maniplom hastatom priključeni spopadniki (leves), ki so stali pred prvo bojno črto in z metanjem kopij nadlegovali nasprotnika in krili napredovanje hastatov. Če hastatom ni uspelo zlomiti nasprotnika, so se umaknili in svoje mesto prepustili princepsom. Če tudi njim ni uspelo, so prišli na vrsto triariji, od katerih je bil odvisen izid bitke. Od tod izhaja tudi rek rem ad triarios redisse – prišlo je do triarijev, se pravi da je stanje kritično.
Konjeniki (equites) so ščitili boke in zasledovali bežečega nasprotnika. Rorariji in akcenzi so bili najmanj zanesljivi in so se uporabljali kot rezerva za najbolj kritične dele legije.

### Polibijski sistem
V polibijskem sistemu v 2. stoletju pr. n. št. so vlogo spopadnikov prevzeli veliti in akcenzi so bili ukinjeni. 